# Aslan (personaggio)
Aslan è uno dei personaggi principali della serie Le cronache di Narnia di C.S. Lewis. A differenza di qualsiasi altro personaggio della serie, Aslan appare in tutte e sette le cronache. Aslan è raffigurato come un leone parlante ed è descritto come il Re degli Animali, il figlio dell'Imperatore d'oltremare, e soprattutto il "supremo re dei re di Narnia".
Sebbene Aslan possa essere letto come un personaggio originale, esistono dei paralleli con la figura di Cristo. Secondo l'interpretazione dello stesso autore, infatti, Aslan è un'incarnazione di Cristo.
C.S. Lewis scelse la figura del leone per rappresentare Aslan poiché nella Bibbia Gesù Cristo viene chiamato "Leone di Giuda". La parola aslan significa "leone" in turco.

## Ruolo nelle Cronache di Narnia

### Il leone, la strega e l'armadio
Aslan viene menzionato per la prima volta dal Signor Castoro quando i Pevensie arrivano a Narnia. Viene descritto come il vero re di Narnia che è tornato per aiutare i Pevensie a liberare la terra dal dominio della Strega Bianca.
Il signor e la signora Castoro guidano Peter, Susan e Lucy al Tavolo di Pietra per incontrare Aslan. Informano il leone che Edmund li ha traditi unendosi alla Strega Bianca ed egli invia alcuni dei suoi seguaci a salvarlo. Il giorno successivo, Aslan viene avvicinato dalla Strega Bianca che le chiede il diritto di uccidere Edmund, poiché la magia profonda afferma che tutti i traditori le appartengono. Aslan discute la questione in privato con la Strega, convincendola a rilasciarlo.
Quella stessa notte, Aslan si recò al tavolo di pietra con Susan e Lucy. La strega e i suoi seguaci legano Aslan al tavolo di pietra: viene rivelato che Aslan aveva accettato di essere ucciso per salvare Edmund. Tuttavia, a causa di una magia più profonda (di cui la Strega non era a conoscenza), Aslan viene riportato in vita e riesce a salvare i suoi seguaci che sono stati trasformati in pietra dalla Strega durante la Prima Battaglia di Beruna.
Aslan è anche presente all'incoronazione dei quattro fratelli Pevensie per poi andarsene. Il signor Tumnus dice a Lucy che lui "è così, a volte va e a volte torna".

### Il principe Caspian
I Pevensie vengono convocati a Narnia dal loro mondo per aiutare Caspian, il legittimo re di Narnia, a rovesciare il suo usurpatore zio Miraz e ripristinare la libertà nel paese. Quando si perdono nella foresta, Aslan chiama Lucy per condurre da lui i suoi fratelli; alcuni obbediscono più fedelmente di altri. Aslan aiuta Peter, Edmund e Trumpkin il nano a venire in aiuto di Caspian in tempo per contrastare un attentato alla sua vita. Aslan guida quindi un esercito di Alberi risvegliati e Menadi alla vittoria contro l'occupazione Telmar. Successivamente incorona Caspian e crea una porta attraverso la quale i Telmarini che lo desiderassero sarebbero potuti ritornare sulla terra.

### Il viaggio del veliero
Edmund e Lucy Pevensie vengono trasportati nel Grande Mare Orientale del mondo di Narnia insieme al loro cugino, Eustace, dove si uniscono a Re Caspian in un viaggio sulla nave ammiraglia della flotta narniana "Alba".. Quando Eustace cade sotto un incantesimo e diventa un drago, Aslan lo libera. Aslan appare in vari punti del viaggio per fornire aiuto e quando l'equipaggio raggiunge la fine del mondo, Aslan appare come un agnello prima di ritornare alla sua forma abituale da leone. Su richiesta di Reepicheep, egli gli mostra la via per Il Paese di Aslan.

### La sedia d'argento
Aslan porta Eustace e la sua compagna di classe Jill a Narnia. Spiega a Jill che lei ed Eustace sono incaricati di trovare il figlio di re Caspian, il principe Rilian (che era scomparso anni prima), e le dà quattro segni per guidarli nella loro ricerca. Aslan non appare più fino alla fine della storia, ma i suoi segni si rivelano fondamentali per il successo della ricerca. Quando riporta Eustace e Jill nel loro mondo, Aslan si mostra ai bulli della loro scuola per spaventarli.

### Il cavallo e il ragazzo
L'influenza di Aslan è inizialmente nascosta ai personaggi. Prima dell'inizio della storia, consegnò il neonato principe Cor di Archenland dai suoi nemici a un pescatore di Calormen che lo chiamò Shasta. Ad un certo punto del libro, Aslan, fingendo di essere un comune leone "stupido", insegue Shasta e il cavallo parlante Bree in modo che possano incontrare Aravis e Hwin, che diventano i loro compagni di viaggio. Più in avanti conforta Shasta sotto forma di gatto e lo difende mentre dorme; in seguito, insegue lo rincorre insieme gli altri in modo che raggiungano Archenland in tempo per avvertire il re dell'imminente attacco del principe Rabadash di Calormen. Dopo che Rabadash viene sconfitto, Aslan lo trasforma in un asino come punizione e lo condanna a non allontanarsi per più di dieci miglia dalla capitale di Calormen, Tashbaan.

### Il nipote del mago
Questo libro racconta la storia della creazione di Narnia da parte di Aslan, dell'incoronazione del primo re e della regina e del dono del potere della parola ad alcuni animali. Aslan dice ai due personaggi principali Digory Kirke e Polly Plummer che la malvagia Jadis (che in seguito diventerà la Strega Bianca) rappresenterà una grande minaccia per i Narniani. Aslan incarica Digory e Polly di cercare di acquisire una mela magica che, una volta piantata, proteggerà Narnia da Jadis.

### L'ultima battaglia
Sebbene la scimmia Cambio e gli altri cattivi agiscano in suo nome (vestendo il suo amico asino Enigma con una pelle di leone), Aslan stesso appare solo alla fine della storia in un paradiso a cui si accede attraverso la porta di una stalla.

## Interpretazione

### Interpretazione cristiana
Sebbene Aslan possa essere letto come un personaggio originale, esistono parallelismi con Cristo. Secondo l'autore, Aslan non è un allegorica rappresentazione di Cristo, ma piuttosto una supposta incarnazione di Cristo stesso:
In una delle sue ultime lettere, Lewis scrisse: "Dato che Narnia è un mondo di animali parlanti, pensavo che Lui [Cristo] sarebbe diventato una bestia parlante lì, come è diventato un uomo qui. L'ho immaginato diventare un leone lì perché il leone dovrebbe essere il re degli animali; (b) Cristo è chiamato "Il leone di Giuda" in la Bibbia; (c) Avevo fatto strani sogni sui leoni quando ho iniziato a scrivere l'opera."
La somiglianza tra la morte e la resurrezione di Aslan e la morte e resurrezione di Gesù è ovvia; un autore ha osservato che, come Gesù, Aslan fu ridicolizzato prima della sua morte, pianto e poi scoperto assente dal luogo in cui era stato deposto il suo corpo. In questa interpretazione, le ragazze Susan e Lucy che assistono alla morte di Aslan, lo piangono e assistono alla sua resurrezione rappresenterebbero le Tre Marie della tradizione cristiana.
Le parole di Aslan al Calormeniano in L'ultima battaglia ("Prendo per me i servizi che hai reso a [il falso dio]... se un uomo giura per [lui] e mantiene il suo giuramento per amore del giuramento, è per [Aslan] che ha giurato veramente, anche se non lo sa, e sono io che lo ricompenso"), ratificando le buone azioni che quest'ultimo ha compiuto anche al servizio di un falso dio, sono state oggetto di controversia perché implicitamente approvano l'inclusivismo.